# Pematang Tebih
Pematang Tebih is een bestuurslaag in het regentschap Rokan Hulu van de provincie Riau, Indonesië. Pematang Tebih telt 7760 inwoners (volkstelling 2010).